# (10990) Окунев
(10990) Окунев (лат. Okunev) — типичный астероид главного пояса, открыт 28 сентября 1973 года советским астрономом Николаем Черных в Крымской астрофизической обсерватории и 1 мая 2003 года назван в честь советского учёного Бориса Окунева.

## Обнаружение и именование
(10990) Окунев
Открыт 28 сентября 1973 года в Крымской астрофизической обсерватории Н. С. Черных.
Борис Николаевич Окунев (1897—1961) — профессор Механического института им. Д. Ф. Устинова в Ленинграде, был учёным в области теоретической механики и баллистики. Также интересовался историей науки, поэзией и искусством. Завещал Русскому музею свою уникальную коллекцию русских художников Серебряного века.
Оригинальный текст (англ.)10990 Okunev
Discovered 1973 Sept. 28 by N. S. Chernykh at the Crimean Astrophysical Observatory.
Boris Nikolaevich Okunev (1897—1961), professor at the D. F. Ustinov Mechanical Institute in Leningrad, was a scientist in theoretical mechanics and ballistics. He was also interested in the history of science, poetry and art. He bequeathed his unique collection of Russian painters of «the Silver Age» to the Russian Museum.
Источники: 20030501/MPCPages.arc; M.P.C. 48392.

## Орбита

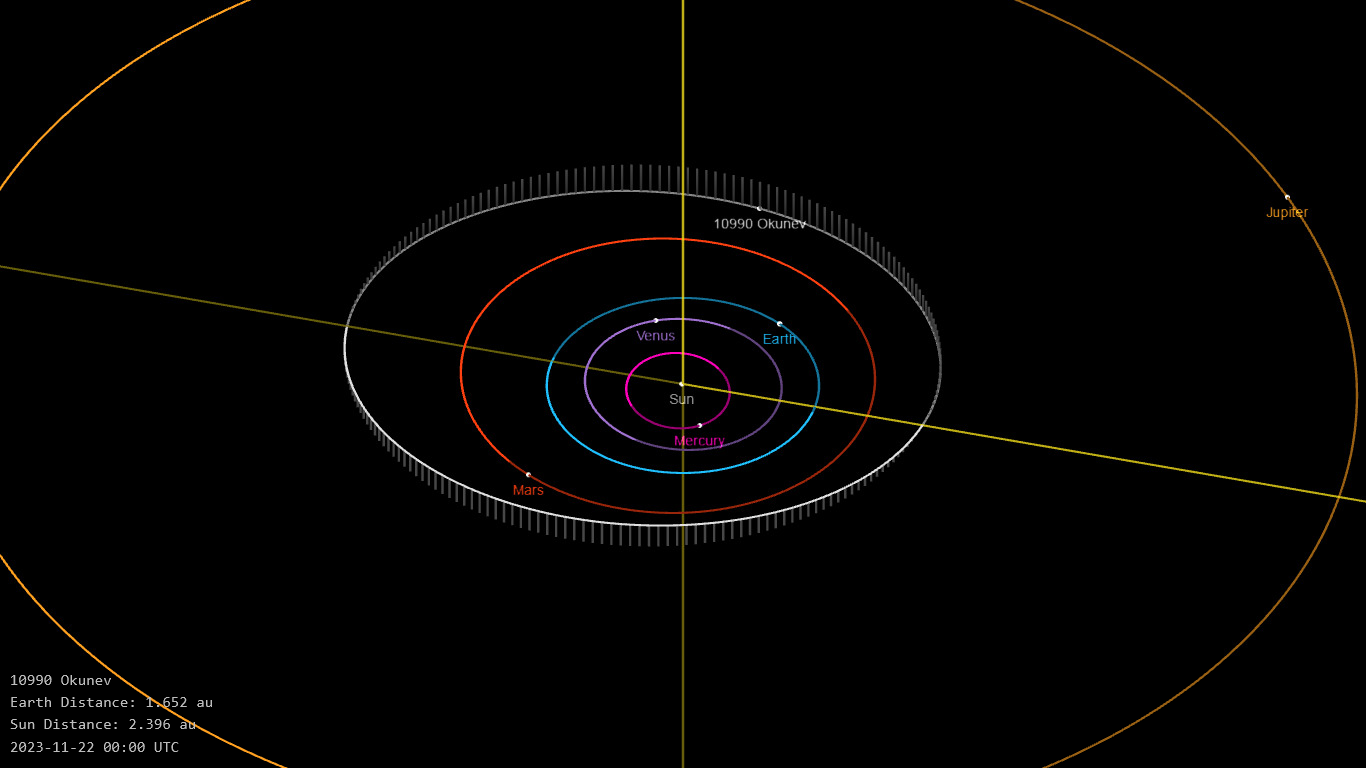
Орбита астероида Окунев и его положение в Солнечной системе

## Физические характеристики
Астероид относится к таксономическому классу S.
По результатам наблюдений системы телескопов панорамного обзора и быстрого реагирования Pan-STARRS абсолютная звёздная величина астероида оценивалась равной 14,15±0,35m.